# Ilona Švihlíková
Ilona Švihlíková (* 1. října 1977 Praha) je česká ekonomka.

## Kariéra
Absolvovala Vysokou školu ekonomickou v Praze, kde vystudovala obor mezinárodní obchod a komerční jazyky. Ve své diplomové práci se věnovala tématu „Postavení Německa ve vývoji evropské ekonomické integrace“. Doktorát obhájila roku 2006 na Katedře politologie Fakulty mezinárodních vztahů VŠE disertační prací „Politické aspekty globalizace“.
Původně působila na VŠE jako asistentka v týmech germanistky Věry Höppnerové a politoložky Vladimíry Dvořákové. Následně se stala prorektorkou pro kvalitu a rozvoj školy Vysoké škole obchodní v Praze. Jejím hlavním oborem jsou mezinárodní ekonomické vztahy, různé aspekty globalizace, měnové otázky, energetická bezpečnost a obecně souvislosti mezi ekonomikou a politikou (především daňová problematika).
V roce 2011 dokončila habilitační řízení na Fakultě politických věd a mezinárodních vztahů Univerzity Matěje Bela v Banské Bystrici a získala titul docent.

## Publicistika
V roce 2010 byla vydána její první monografie „Globalizace a krize“.
Publikovala a publikuje v internetových mediích, jako např. v Britských listech, E15, Pro a Proti nebo Deníku Referendum. Publikuje také i v zahraničí (Slovensko, Německo, Rakousko, Velká Británie). Pravidelně přispívá komentáři pro Český rozhlas (pořad Jak to vidí… na stanici Český rozhlas Dvojka).
Ve svých příspěvcích a vystoupeních mj. kritizuje globalizaci světové ekonomiky, energetickou politiku české vlády a emisní povolenky EU, Green Deal, nedodržování zákoníku práce nebo odliv kapitálu z Česka do mateřských firem v zahraničí, který v roce 2024 odhadla na 300 miliard korun ročně. Odliv dividend v rámci nadnárodních firem označila za „dlouhodobý strukturální problém české ekonomiky, která by byla velmi bohatá, kdyby tyto zdroje neodcházely pryč“, a uvedla, že také skrytě „dochází k vytahování peněz z českých dceřiných společností do ciziny, odhadem je to v rozsahu 300–500 miliard ročně.“
Ilona Švihlíková, Adam Votruba a Veronika Sušová-Salminen společně založili a vedou webový časopis !Argument (casopisargument.cz).

## Společnost, politika
Je koordinátorkou občanské iniciativy Alternativa Zdola, která mimo jiné hledá alternativní ekonomické systémy, klade si za cíl podporu komunitního hnutí a vznik novodobých družstev. Dále je také jednou z mluvčích Spojenectví práce a solidarity (SPaS).
V září 2013 se stala lídrem kandidátky Strany Práv Občanů ZEMANOVCI v předčasných parlamentních volbách 2013 v kraji Vysočina, ale nebyla zvolena.
Konfesně je „orientována husitsky“.

## Televize a film
O čtyřech ženách, stojících podle podtitulku, tak trochu nalevo, natočil David Vondráček pro ČT v roce 2012 časosběrný dokument Rozhořčené 2012, který umožnil kromě zaměstnání a kariéry, také nahlédnout i do jejich soukromého života; dalšími ženami byly Tereza Stöckelová, Saša Uhlová a Alena Jiřičná. Objevuje se také ve filmu Komunismus a síť aneb Konec zastupitelské demokracie (2019, rež. Karel Vachek).

## Ohlasy
Alena Wagnerová v listopadu 2015 srovnávala v „nové generaci českých intelektuálů“ dva z nich – Tomáše Sedláčka, jemuž atestovala „mediální zručnost“, a Ilonu Švihlíkovou; o této napsala, že „větší pozornosti se ale dostává jeho kolegyni Iloně Švihlíkové, a to pro její podstatnou, sociálně-politicky angažovanou kritiku neoliberální ekonomie, povyšující trh nade vše, a pro její angažmá v hledání alternativ.“ K publikaci Švihlíkové Přelom Wagnerová poznamenala,
že se v ní věnuje: „rozporům ekonomismu, hrozícím že povedou ke kolapsu, neboť politické elity nejsou schopny odvodit z krize konsekvence a vést společnost k novým řešením. Tím se autorka zařazuje k řadě významných, varovných hlasů, jako např. Jean Ziegler nebo nositel Nobelovy ceny Joseph E. Stieglitz a Paul Krugman.“ Wagnerová dále uvedla, že: „Kritický až odmítavý postoj k radikální víře v trh je charakteristický pro mladší generaci českých intelektuálů narozených mezi polovinou sedmdesátých a polovinou osmdesátých let.“

## Publikace
- Ilona Švihlíková a kolektiv autorů: Energetická bezpečnost – reakce na krizi. 2010, Professional Publishing, ISBN 978-80-7431-013-3.
- Ilona Švihlíková: Globalizace a krize – souvislosti a scénáře. 2010, Grimmus, ISBN 978-80-87461-01-3.
- Ilona Švihlíková: Ženy a penze: Analýza genderových aspektů současné penzijní reformy. 2012, Otevřená společnost – Centrum ProEquality, ISBN 978-80-87110-25-6.
- Michael Albert, Václav Bělohradský, Ľuboš Blaha, Pavol Dinka, Michael Hauser, Marek Hrubec, Jan Keller, Oskar Krejčí, William Robinson, David Schweickart, Ilona Švihlíková, Slavoj Žižek: Besy kapitalizmu alebo začiatok novej éry? Rozhovory s kritickými intelektuálmi – 2012, Slovenský spisovateľ, ISBN 978-80-8061-470-6.
- Ilona Švihlíková, Sylwia Zechowska, Peter Terem: Political and economic features of transformation processes in the Czech Republic, Poland and Hungary. překlad Jana Šavelová, 2013, Professional Publishing, ISBN 978-80-7431-122-2.
- Mojmír Grygar, Oskar Krejčí, Lenka Procházková, Michal Reiman, Marek Řezanka, Tereza Spencerová, Ilona Švihlíková, Radim Valenčík, Petr Žantovský: Rusko včera, dnes a zítra – sborník příspěvků k problematice. 2014, Medias res, ISBN 978-80-87957-04-2.
- Ilona Švihlíková: Přelom – od Velké recese k Velké transformaci. 2014, Inaque, ISBN 978-80-89737-06-2.
- Ilona Švihlíková: Jak jsme se stali kolonií. 2015, Rybka Publishers, ISBN 978-80-87950-17-3.
- Ilona Švihlíková a Miroslav Tejkl: Kapitalismus, socialismus a budoucnost aneb Mikeš už přišel. 2017, Rybka Publishers. ISBN 978-80-87950-44-9.
- Ilona Švihlíková a Konstantinos Tsivos. Řecká tragédie. 2017, Novela bohemica. ISBN 978-80-87683-69-9. 2019, Sondy. ISBN 978-80-86846-69-9.
- Martin Fassmann, Martin Myant, Tomáš Pavelka, Ilona Švihlíková, Radim Hejduk, Kateřina Smejkalová, Josef Středula: Šance na přibližování českých mezd vyspělé EU: studie ČMKOS. 2019, Sondy. ISBN 978-80-86846-69-9.
- Petr Drulák, Jan Keller, Matěj Stropnický, Ilona Švihlíková a kol. Budoucnost levice bez liberalismu. 2021, MDA. ISBN 978-80-87348-91-8.
- Filip Outrata, Petr Balla, Radek Buben, Vladimíra Dvořáková, Tereza Jermanová, Jan Jirák, Martina Klicperová-Baker, Jiří Koubek, Michal Lebduška, Ilona Švihlíková, Lucie Trlifajová. Demokracie - jak dál?: rizika a výzvy pro Česko a svět. 2021, Vyšehrad. ISBN 978-80-7601-500-5.